# 301
Năm 301 là một năm trong lịch Julius. 